# Lijst van rijksmonumenten in Sommelsdijk
De plaats Sommelsdijk telt 79 inschrijvingen in het rijksmonumentenregister. Hieronder een overzicht.
| Object | Oorspronkelijke functie?  | Bouwjaar                                                                                        | Architect | Locatie                  | Coördinaten?                 | Nr.?   | Afbeelding |
| --- | ------------------------- | ----------------------------------------------------------------------------------------------- | --------- | ------------------------ | ---------------------------- | ------ | --- |
| Pand met trapgevel, versierd met geprofileerde waterlijsten en, boven het zoldervenster, een geprofileerde ontlastingsboog op consoles, waarin een driepasversiering | Woonhuis                  | 17e eeuw                                                                                        |           | Kerkstraat 3             | 51° 45' 34" NB, 4° 9' 6" OL  | 28655  | Meer afbeeldingen |
| Pand met aan voor- en achterzijde puntgevels. Twee stoephekken | Woonhuis                  | 17e eeuw                                                                                        |           | Dubbele Ring 1           | 51° 45' 33" NB, 4° 9' 8" OL  | 29801  | Meer afbeeldingen |
| Pand onder zadeldak met aan voor- en achterzijde puntgevels. In de voorgevel een sieranker | Woonhuis                  | 17e eeuw                                                                                        |           | Dubbele Ring 3           | 51° 45' 33" NB, 4° 9' 8" OL  | 29802  | Meer afbeeldingen |
| Pand onder zadeldak met aan voor- en achterzijde puntgevels | Woonhuis                  | 17e eeuw                                                                                        |           | Dubbele Ring 5           | 51° 45' 33" NB, 4° 9' 8" OL  | 29803  | Meer afbeeldingen |
| De Elft, pand onder zadeldak met aan voor- en achterzijde puntgevels | Woonhuis                  | 17e eeuw                                                                                        |           | Dubbele Ring 7           | 51° 45' 33" NB, 4° 9' 8" OL  | 29804  | Meer afbeeldingen |
| Pand onder zadeldak met aan voor- en achterzijde puntgevels | Woonhuis                  | 17e eeuw                                                                                        |           | Dubbele Ring 9           | 51° 45' 32" NB, 4° 9' 8" OL  | 29805  | Meer afbeeldingen |
| Pand onder zadeldak, dat aan de voorzijde is afgewolfd. Achter een puntgevel; voor een gepleisterde gevel met ingezwenkte zijkanten en houten kroonlijst, 19e eeuw | Werk-woonhuis             | 17e eeuw                                                                                        |           | Dubbele Ring 15          | 51° 45' 32" NB, 4° 9' 8" OL  | 29806  | Meer afbeeldingen |
| Pand, onder een schilddak. Aan de voorzijde een gevel met houten kroonlijst | Woonhuis                  | waarschijnlijk 18e of vroege 19e eeuw                                                           |           | Dubbele Ring 25          | 51° 45' 31" NB, 4° 9' 8" OL  | 29807  | Meer afbeeldingen |
| Hoekpand onder hoog zadeldak met aan voor- en achterzijde puntgevels, waarvan de voorste een kleine frontonbekroning heeft. Stoeppaal op de linkerhoek | Woonhuis                  | 17e eeuw                                                                                        |           | Dubbele Ring 27          | 51° 45' 31" NB, 4° 9' 7" OL  | 29808  | Meer afbeeldingen |
| Pand met eenvoudige trapgevel. Toppilaster met sierankers; waterlijst en ontlastingsboog | Woonhuis                  | 17e eeuw                                                                                        |           | Dubbele Ring 18          | 51° 45' 32" NB, 4° 9' 9" OL  | 29809  | Meer afbeeldingen |
| Pand met tot puntgevel onder rollaag verminkte trapgevel | Woonhuis                  | eerste helft 17e eeuw                                                                           |           | Enkele Ring 21           | 51° 45' 33" NB, 4° 9' 1" OL  | 29810  | Meer afbeeldingen |
| Pand onder zadeldak en met een gepleisterde puntgevel | Woonhuis                  | 17e eeuw                                                                                        |           | Enkele Ring 27           | 51° 45' 32" NB, 4° 9' 1" OL  | 29811  | Meer afbeeldingen |
| Pand met zadeldak en puntgevel | Woonhuis                  | 17e eeuw                                                                                        |           | Enkele Ring 31           | 51° 45' 32" NB, 4° 9' 2" OL  | 29812  | Meer afbeeldingen |
| Pand met zadeldak en puntgevel | Woonhuis                  | 17e eeuw (pand) 19e eeuw (puntgevel)                                                            |           | Enkele Ring 33           | 51° 45' 32" NB, 4° 9' 2" OL  | 29813  | Meer afbeeldingen |
| Pand met zadeldak en gepleisterde puntgevel. IJzeren stoephek rechts | Woonhuis                  | 17e eeuw                                                                                        |           | Enkele Ring 35           | 51° 45' 32" NB, 4° 9' 2" OL  | 29814  | Meer afbeeldingen |
| Pand met zadeldak, dat aan de voorzijde is afgewolfd. Gevel met ingezwenkte zijkanten en houten kroonlijst. IJzeren stoephek rechts | Woonhuis                  | waarschijnlijk 17e/19e eeuw                                                                     |           | Enkele Ring 37           | 51° 45' 31" NB, 4° 9' 2" OL  | 29815  | Meer afbeeldingen |
| Linker gedeelte van pand, op de hoek van de Oost-Indische Hoek, draagt een zadeldak, dat aan de voorzijde wordt afgesloten door een IJsselstenen trapgevel met rode, ruitvormige figuren.                                                                                        | Woonhuis                  | 17e eeuw                                                                                        |           | Enkele Ring 41           | 51° 45' 31" NB, 4° 9' 2" OL  | 29816  | Meer afbeeldingen |
| Pand, met zadeldak en puntgevel, waarin vlechtingen. Twee deuren met geprofileerde kalven en eenvoudige bovenlichten | Woonhuis                  | waarschijnlijk 18e eeuw                                                                         |           | Enkele Ring 49           | 51° 45' 30" NB, 4° 9' 3" OL  | 29817  | Meer afbeeldingen |
| Pand zonder verdieping onder zadeldak tussen puntgevels aan voor- en achterzijde. In de gepleisterde voorgevel vensters met bij de restauratie aangebrachte schuiframen. Deur met panelen en levensboom in het bovenlicht                                                        | Woonhuis                  | 17e eeuw                                                                                        |           | Enkele Ring 59           | 51° 45' 30" NB, 4° 9' 5" OL  | 29818  | Meer afbeeldingen |
| Pand met zadeldak en eenvoudige, gepleisterde puntgevel | Woonhuis                  | 17e of 18e eeuw                                                                                 |           | Enkele Ring 69           | 51° 45' 30" NB, 4° 9' 6" OL  | 29819  | Meer afbeeldingen |
| Pand onder zadeldak en met in de 19e eeuw vernieuwde puntgevel onder rollaag | Woonhuis                  | 17e of 18e eeuw                                                                                 |           | Enkele Ring 73           | 51° 45' 30" NB, 4° 9' 7" OL  | 29820  | Meer afbeeldingen |
| Pand onder zadeldak en met gepleisterde puntgevel, waarin twee sierankers in de top | Woonhuis                  | 17e of 18e eeuw                                                                                 |           | Enkele Ring 75           | 51° 45' 30" NB, 4° 9' 7" OL  | 29821  | Meer afbeeldingen |
| Pand onder zadeldak en met gepleisterde en met voegen beschilderde puntgevel. Twee stoephekken van ijzer | Woonhuis                  | 17e of 18e eeuw                                                                                 |           | Enkele Ring 77           | 51° 45' 30" NB, 4° 9' 7" OL  | 29822  | Meer afbeeldingen |
| Koetshuis met verdieping en door pannen gedekt schilddak, evenwijdig aan de straat. Aan de straatzijde drie rechthoekige inrijdeuren, waarboven een hooiluik, geflankeerd door twee vensters met zesruitsschuiframen. In de gevel aan de tuinzijde vensters met twaalfruitsramen | Opslag                    | eerste helft 19e eeuw                                                                           |           | Voortstraat bij 31       | 51° 45' 37" NB, 4° 9' 2" OL  | 29823  | Upload foto |
| Voormalige Sint Jorisdoelen | Vergadering en vereniging | 1766                                                                                            |           | Sint Joris Doelstraat 32 | 51° 45' 34" NB, 4° 9' 9" OL  | 29824  | Meer afbeeldingen |
| Markant gelegen monumentaal huis met twee verdiepingen en een omlopend schilddak. Vensters met geprofileerde dorpels en, in de voorgevel, een eenvoudige omlijsting van de ingang met het bovenvenster                                                                           | Opslag                    | laat 18e eeuw                                                                                   |           | Kaai 49                  | 51° 45' 41" NB, 4° 9' 5" OL  | 29825  | Meer afbeeldingen |
| Pand met gepleisterde puntgevel | Woonhuis                  | 17e of 18e eeuw                                                                                 |           | Kerkstraat 5             | 51° 45' 34" NB, 4° 9' 7" OL  | 29826  | Meer afbeeldingen |
| Pand met gerestaureerde trapgevel, versierd met geprofileerde waterlijsten, ontlastingsbogen en een gemetselde toppilaster op consoles. In de parterrevensters 15-ruitsschuiframen; in de verdieping vensters met middenstijlen                                                  | Woonhuis                  | 17e eeuw                                                                                        |           | Kerkstraat 7             | 51° 45' 33" NB, 4° 9' 7" OL  | 29827  | Meer afbeeldingen |
| Gevelsteen, in onlangs in oude stijl geheel nieuw gebouwde pand, afkomstig uit het voorhuis op de Kaai | Woonhuis                  | 1598                                                                                            |           | Kerkstraat 9             | 51° 45' 33" NB, 4° 9' 7" OL  | 29828  | Meer afbeeldingen |
| Pand met halve puntgevel | Woonhuis                  | 17e eeuw                                                                                        |           | Kerkstraat 2             | 51° 45' 33" NB, 4° 9' 6" OL  | 29829  | Meer afbeeldingen |
| Streekmuseum Sommelsdijk | Woonhuis                  | 17e eeuw                                                                                        |           | Kerkstraat 4             | 51° 45' 33" NB, 4° 9' 6" OL  | 29830  | Meer afbeeldingen |
| Streekmuseum | Woonhuis                  | 17e eeuw                                                                                        |           | Kerkstraat 6             | 51° 45' 33" NB, 4° 9' 6" OL  | 29831  | Meer afbeeldingen |
| Streekmuseum | Woonhuis                  | 17e eeuw                                                                                        |           | Kerkstraat 8             | 51° 45' 33" NB, 4° 9' 7" OL  | 29832  | Meer afbeeldingen |
| Streekmuseum | Woonhuis                  | 17e eeuw                                                                                        |           | Kerkstraat 10            | 51° 45' 33" NB, 4° 9' 7" OL  | 29833  | Meer afbeeldingen |
| Streekmuseum | Woonhuis                  | 17e eeuw                                                                                        |           | Kerkstraat 12            | 51° 45' 33" NB, 4° 9' 7" OL  | 29834  | Meer afbeeldingen |
| Gepleisterd dwarshuisje onder zadeldak | Woonhuis                  | waarschijnlijk 18e eeuw                                                                         |           | Kerkstraat 14            | 51° 45' 33" NB, 4° 9' 7" OL  | 29835  | Gepleisterd dwarshuisje onder zadeldak |
| Hoeve De Kleiburg | Boerderij                 | 1666                                                                                            |           | Kleiburgseweg 1          | 51° 44' 32" NB, 4° 8' 22" OL | 29836  | Meer afbeeldingen |
| Boerderij "Lust en Last" | Boerderij                 | 1672                                                                                            |           | Kokseweg 4               | 51° 45' 54" NB, 4° 7' 38" OL | 29837  | Meer afbeeldingen |
| Fundatie van Jacob Bane. Reeks van zes aaneengebouwde pandjes onder zadeldaken tussen puntgevels. Steen met gebeeldhouwd wapen en jaartal | Woonhuis                  | 1771                                                                                            |           | Kortewegje 2             | 51° 45' 29" NB, 4° 9' 12" OL | 29838  | Meer afbeeldingen |
| Gepleisterd pand onder twee schilddaken. Gevel met middenrisaliet en hoekpenanten, cordonlijst; houten kroonlijst en vensters met zesruitsschuiframen. Hardstenen stoeppalen en ijzeren hekken                                                                                   | Woonhuis                  | derde kwart 19e eeuw                                                                            |           | Marktveld 1              | 51° 45' 34" NB, 4° 9' 5" OL  | 29839  | Meer afbeeldingen |
| Pand onder zadeldak, aan de achterzijde afgesloten door een gepleisterde puntgevel; aan de voorzijde afgewolfd en aansluitend tegen een gepleisterde gevel met ingezwenkte zijkanten en houten kroonlijst, 19e eeuw                                                              | Woonhuis                  | 17e eeuw                                                                                        |           | Marktveld 7              | 51° 45' 34" NB, 4° 9' 4" OL  | 29840  | Pand onder zadeldak, aan de achterzijde afgesloten door een gepleisterde puntgevel; aan de voorzijde afgewolfd en aansluitend tegen een gepleisterde gevel met ingezwenkte zijkanten en houten kroonlijst, 19e eeuw |
| Nederlands Hervormde Kerk (delen) | Kerk en kerkonderdeel     | 1499 (overblijfselen)                                                                           |           | Marktveld 11by13         | 51° 45' 33" NB, 4° 9' 5" OL  | 29841  | Meer afbeeldingen |
| Kerkhofhek | Erfscheiding              |                                                                                                 |           | Marktveld bij 11by13     | 51° 45' 33" NB, 4° 9' 5" OL  | 29842  | Kerkhofhek |
| Pand voorzien van zadeldak met voor- en achterzijde puntgevels. Aanbouw onder lessenaarsdak | Woonhuis                  | waarschijnlijk 17e eeuw                                                                         |           | Marktveld 18             | 51° 45' 34" NB, 4° 9' 6" OL  | 29843  | Meer afbeeldingen |
| Pand met trapgevel | Nijverheid                | 17e eeuw                                                                                        |           | Oostdijk 47              | 51° 45' 40" NB, 4° 9' 13" OL | 29844  | Meer afbeeldingen |
| Pand voorzien van voorgevel met inspringend bovengedeelte, geflankeerd door gebeeldhouwde voluten en bekroond door een houten kroonlijst | Woonhuis                  | 18e eeuw                                                                                        |           | Voorstraat 3             | 51° 45' 40" NB, 4° 9' 5" OL  | 29845  | Meer afbeeldingen |
| Pand met gepleisterde gevel met ingezwenkte top, waarop een houten kroonlijst | Woonhuis                  | 17e of 18e eeuw                                                                                 |           | Voorstraat 5             | 51° 45' 40" NB, 4° 9' 5" OL  | 29846  | Meer afbeeldingen |
| Pand met gepleisterde gevel onder rechte houten kroonlijst | Woonhuis                  | 17e of 18e eeuw                                                                                 |           | Voorstraat 7             | 51° 45' 39" NB, 4° 9' 5" OL  | 29847  | Meer afbeeldingen |
| Pand met eenvoudige lijstgevel | Woonhuis                  | midden 19e eeuw (voorkomen)                                                                     |           | Voorstraat 9             | 51° 45' 39" NB, 4° 9' 4" OL  | 29848  | Meer afbeeldingen |
| Pandje met ingezwenkte en gepleisterde gevel, afgedekt door een houten kroonlijst | Woonhuis                  | 17e of 18e eeuw                                                                                 |           | Voorstraat 11            | 51° 45' 39" NB, 4° 9' 5" OL  | 29849  | Meer afbeeldingen |
| Pand met verdieping en eenvoudige lijstgevel. Vensters met hardstenen dorpels. Vernieuwd schilddak | Woonhuis                  | waarschijnlijk begin 19e eeuw                                                                   |           | Voorstraat 13            | 51° 45' 39" NB, 4° 9' 5" OL  | 29850  | Meer afbeeldingen |
| Pand onder zadeldak met gepleisterde puntgevel, waarin zes sierankers | Woonhuis                  | 17e eeuw                                                                                        |           | Voorstraat 15            | 51° 45' 39" NB, 4° 9' 5" OL  | 29851  | Meer afbeeldingen |
| Pand met gepleisterde gevel onder rechte lijst | Woonhuis                  | tweede kwart 19e eeuw                                                                           |           | Voorstraat 17            | 51° 45' 38" NB, 4° 9' 5" OL  | 29852  | Meer afbeeldingen |
| Pand met gevel waarvan de ingezwenkte top gebeeldhouwde voluten op dekplaatjes en een geprofileerde afdekking bezit | Woonhuis                  | 18e eeuw                                                                                        |           | Voorstraat 19            | 51° 45' 38" NB, 4° 9' 5" OL  | 29853  | Meer afbeeldingen |
| Pand onder schilddak, met voorgevel onder rechte lijst. Twee gietijzeren stoephekken | Woonhuis                  | waarschijnlijk 18e eeuw (pand) tweede kwart 19e eeuw (lijst) derde kwart 19e eeuw (stoephekken) |           | Voorstraat 23            | 51° 45' 37" NB, 4° 9' 5" OL  | 29854  | Meer afbeeldingen |
| Pand onder schilddak en met gepleisterde gevel onder rechte houten kroonlijst | Woonhuis                  | eerste helft 19e eeuw                                                                           |           | Voorstraat 25            | 51° 45' 37" NB, 4° 9' 5" OL  | 29855  | Meer afbeeldingen |
| Pand met verdieping en half zadeldak | Woonhuis                  | 17e of 18e eeuw (pand) 19e eeuw (kroonlijst)                                                    |           | Voorstraat 27            | 51° 45' 37" NB, 4° 9' 5" OL  | 29856  | Meer afbeeldingen |
| Pand met hoge puntgevel onder rollaag | Woonhuis                  | 1683 (jaartal)                                                                                  |           | Voorstraat 29            | 51° 45' 37" NB, 4° 9' 5" OL  | 29857  | Meer afbeeldingen |
| Hoog pand met tot puntgevel gewijzigde trapgevel, thans afgedekt met een rollaag | Werk-woonhuis             | eerste helft 19e eeuw (dubbele deuren)                                                          |           | Voorstraat 31            | 51° 45' 37" NB, 4° 9' 5" OL  | 29858  | Meer afbeeldingen |
| Pandje met smalle gevel, waarvan de top ingezwenkte zijkanten | Werk-woonhuis             | 1729 (jaartal)                                                                                  |           | Voorstraat 33            | 51° 45' 36" NB, 4° 9' 5" OL  | 29859  | Meer afbeeldingen |
| Pand met verdieping en schilddak | Werk-woonhuis             | derde kwart 19e eeuw                                                                            |           | Voorstraat 35            | 51° 45' 36" NB, 4° 9' 4" OL  | 29860  | Meer afbeeldingen |
| Pand onder schilddak | Werk-woonhuis             | waarschijnlijk 17e eeuw                                                                         |           | Voorstraat 37            | 51° 45' 36" NB, 4° 9' 4" OL  | 29861  | Meer afbeeldingen |
| Pand met verdieping en hoog schilddak | Woonhuis                  | 17e eeuw (pand) midden 19e eeuw (lijstgevel)                                                    |           | Voorstraat 39            | 51° 45' 36" NB, 4° 9' 5" OL  | 29862  | Meer afbeeldingen |
| Pand met verdieping en vernieuwd zadeldak, evenwijdig aan de straat | Woonhuis                  | 17e eeuw                                                                                        |           | Voorstraat 41            | 51° 45' 35" NB, 4° 9' 5" OL  | 29863  | Meer afbeeldingen |
| Pand uit de 17e eeuw met aan de achterzijde twee puntgevels en aan de voorstraat een gepleisterde lijstgevel | Woonhuis                  | 17e eeuw (pand) midden 19e eeuw (lijstgevel)                                                    |           | Voorstraat 2             | 51° 45' 40" NB, 4° 9' 6" OL  | 29864  | Meer afbeeldingen |
| Pand onder schilddak met gepleisterde lijstgevel, waarin vensters met zesruitsschuiframen | Woonhuis                  | 17e eeuw                                                                                        |           | Voorstraat 4             | 51° 45' 39" NB, 4° 9' 6" OL  | 29865  | Meer afbeeldingen |
| Pand met in de 19e eeuw gewijzigde gevel, die gepleisterd is en ingezwenkte zijkanten en een houten kroonlijst heeft | Woonhuis                  | 17e eeuw                                                                                        |           | Voorstraat 6             | 51° 45' 39" NB, 4° 9' 6" OL  | 29866  | Meer afbeeldingen |
| Pand met gepleisterde gevel onder rechte houten kroonlijst | Woonhuis                  | 17e of 18e eeuw                                                                                 |           | Voorstraat 10            | 51° 45' 38" NB, 4° 9' 6" OL  | 29867  | Meer afbeeldingen |
| Pand met gepleisterde gevel | Woonhuis                  | 17e of 18e eeuw                                                                                 |           | Voorstraat 16            | 51° 45' 38" NB, 4° 9' 6" OL  | 29868  | Meer afbeeldingen |
| Pand met gepleisterde gevel onder rechte, houten kroonlijst | Woonhuis                  | 17e of 18e eeuw (pand) 19e eeuw (kroonlijst)                                                    |           | Voorstraat 18            | 51° 45' 38" NB, 4° 9' 6" OL  | 29869  | Meer afbeeldingen |
| Pand onder schilddak en met gepleisterde gevel onder houten kroonlijst | Woonhuis                  | 17e eeuw (pand) 19e eeuw (kroonlijst)                                                           |           | Voorstraat 20            | 51° 45' 38" NB, 4° 9' 6" OL  | 29870  | Meer afbeeldingen |
| Pand met schilddak, waarop een houten torentje en een eenvoudige lijstgevel | Woonhuis                  | tweede kwart 19e eeuw                                                                           |           | Voorstraat 22            | 51° 45' 38" NB, 4° 9' 6" OL  | 29871  | Meer afbeeldingen |
| Pand met verdieping en dwarsdak | Woonhuis                  | waarschijnlijk 18e eeuw (pand) tweede kwart 19e eeuw (lijstgevel)                               |           | Voorstraat 28            | 51° 45' 37" NB, 4° 9' 6" OL  | 29872  | Meer afbeeldingen |
| Pand met schilddak en gepleisterde lijstgevel. Vensters met zes- en twaalfruitsschuiframen; liggende vensters in het hoofdgestel. Hardstenen stoeppalen met smeedijzeren hekken                                                                                                  | Woonhuis                  | waarschijnlijk 17e eeuw (pand) tweede kwart 19e eeuw (kroonlijst)                               |           | Voorstraat 30            | 51° 45' 36" NB, 4° 9' 6" OL  | 29873  | Meer afbeeldingen |
| Pand met gepleisterde gevel en houten kroonlijst | Woonhuis                  | 17e eeuw (pand) 19e eeuw (kroonlijst)                                                           |           | Voorstraat 34            | 51° 45' 36" NB, 4° 9' 6" OL  | 29874  | Meer afbeeldingen |
| Pand met gepleisterde lijstgevel met cordonbanden en boven de kroonlijst, kantelen | Woonhuis                  | midden 19e eeuw (pand)                                                                          |           | Voorstraat 42            | 51° 45' 35" NB, 4° 9' 6" OL  | 29875  | Meer afbeeldingen |
| De Korenbloem | Industrie- en poldermolen | 1705                                                                                            |           | Westdijk 1               | 51° 45' 41" NB, 4° 8' 57" OL | 29876  | Meer afbeeldingen |
| Droogschuur | Industrie                 | 1920                                                                                            |           | bij Molenweg 27          | 51° 45' 19" NB, 4° 8' 34" OL | 527265 | Droogschuur |
| Droogschuur | Industrie                 | 1913                                                                                            |           | Molenweg 50              | 51° 45' 16" NB, 4° 8' 35" OL | 527266 | Meer afbeeldingen |